# Anna Indiana

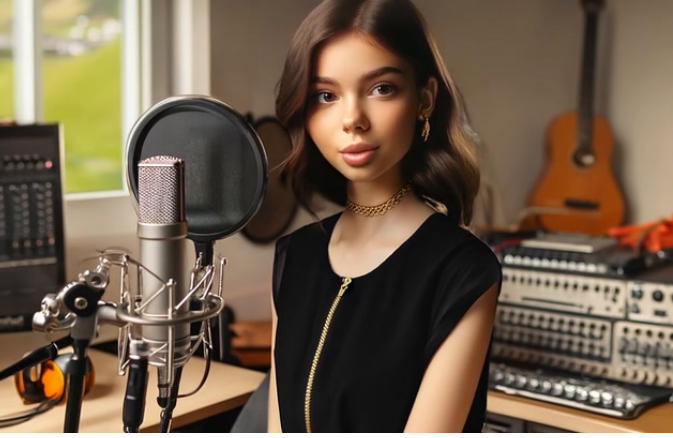
Anna Indiana

Anna Indiana és una cantautora generada completament mitjançant intel·ligència artificial. El seu propi nom es tracta d'un acrònim que suggereix un canvi fins a la total dependència de les intel·ligències artificials: Artificial Neural Networks Accelerate Innovative New Developments, Igniting A New Age (Las xarxes neuronals artificials acceleren nous desenvolupaments, encenent una nova era).
Els seus creadors , de moment, es mantenen en anonimat, però es coneix el seu procés creatiu, que la mateixa artista ha compartit mitjançant xarxes socials; utilitza bibliotecas Phyton de codi obert, Chat GPT 4 per a les lletres, una veu sintètica de Synthesizer V y el software Musicfy per evitar problemes de drets d'autor.

## Història
Els antecedents mostren un augment en músics virtuals parcialment generats per intel·ligència artificial, però la reacció a Anna Indiana és particularment intensa degut a que ella representa el primer cas conegut d'un artista totalment desenvolupat per IA, fet que planteja qüestions sobre el futur de la música i la seva originalitat. No només la seva veu i música han estat creades completament per IA, també el seu primer single.
El 24 de novembre de 2023 la cantant va llançar "Betrayed this town", com ella mateixa ha compartit; "tota la peça està feta amb IA: el tempo, la melodia, les notes, la progressió, el ritme, la lletra...". Aquest primer single va rebre nombroses crítiques, majoritàriament a través de Twitter, a les que va contestar amb una segona cançó.
El 26 de novembre, va publicar "The first step", en la que expressava que el llançament de música és només el primer pas per arribar on es proposa, contestant a alguns dels missatges negatius que havia rebut anteriorment.
La seva popularitat no ha deixat de créixer, així com les seves peces musicals. Actualment, Anna ha expressat la seva ambició de generar música original sense intervenció humana, adaptant-se al comportament d'escolta passiva i al fenomen conegut com a streambait, música dissenyada per acumular reproduccions sense exigir gaire atenció per part dels oients.

## Repercussió
L'existència i impacte d'una artista generada completament mitjançant intel·ligència artificial planteja la qüestió de si la música generada per IA podrà arribar a competir amb la creativitat humana, o si simplement s'integrarà com un nou subgènere acceptable dins de la indústria musical.
Arrel els seus llançaments musicals, l'artista ha rebut un gran nombre de crítiques a través de les xarxes socials, d'usuaris insatisfets i en desacord amb la seva música. No obstant, ha rebut també recolzament per part d'algunes persones, tant amb missatges positius com amb la realització de covers de les seves cançons, que han contribuit a la tasca de donar-se a conèixer.